# Balve

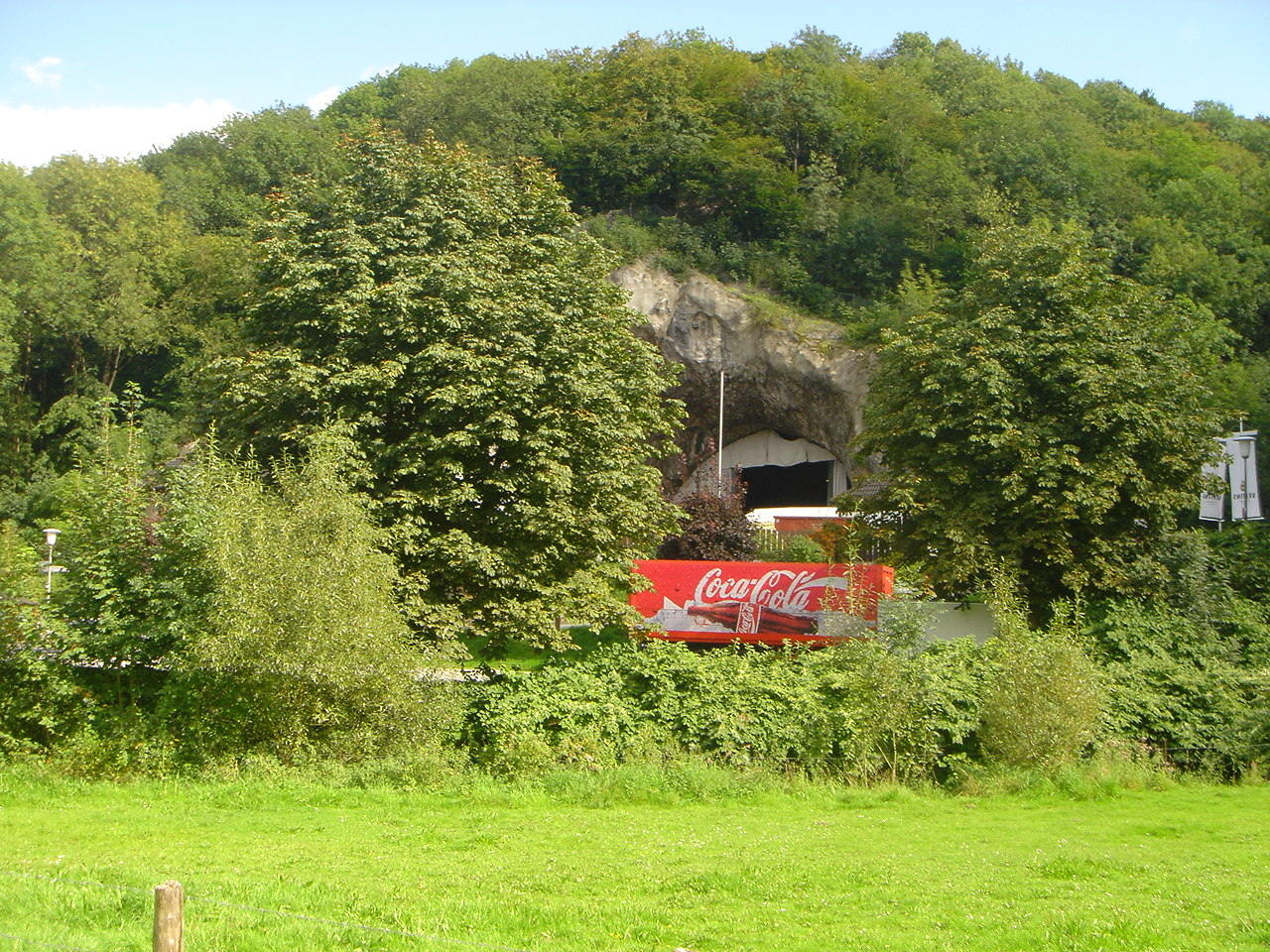
Balver Höhle

Balve est une ville d'Allemagne, dans le Land de Rhénanie-du-Nord-Westphalie au Sud-Est de Dortmund dans le Sauerland.
Balve est jumelée avec  Roussay (France).

## Toponymie
Balve a été mentionné comme Ballova 946, 980 comme Ballava. Le nom a changé au cours Ballevan (1010) et Baleve (1196) à Balve, le nom actuel, qui est d'abord mentionné en 1348.